# Сарафинюк, Пётр Якович
Пётр Якович Сарафинюк (укр. Петро Якович Сарафенюк; род. 28 сентября 1966) — советский и украинский легкоатлет, специалист по бегу на длинные дистанции, кроссу и марафону. Входил в состав сборных команд СССР, СНГ и Украины, победитель и призёр ряда крупных стартов на шоссе в 1990-х годах, участник летних Олимпийских игр в Атланте. Мастер спорта международного класса. Тренер по лёгкой атлетике.

## Биография
Пётр Сарафинюк родился 28 сентября 1966 года.
Занимался лёгкой атлетикой в Киеве, проходил подготовку под руководством заслуженного тренера Украины Петра Захаровича Гайдая.
Впервые заявил о себе на всесоюзном уровне в сезоне 1991 года, когда выиграл серебряную медаль на чемпионате СССР по кроссу в Кисловодске. Попав в состав советской сборной, выступил на кроссовом чемпионате мира в Антверпене, где занял итоговое 137-е место.
В 1992 году выиграл бронзовую медаль в беге на 10 000 метров на чемпионате СНГ в Москве и впервые попробовал себя на марафонской дистанции — с результатом 2:21:34 стал седьмым на Кошицком марафоне.
После распада Советского Союза представлял национальную сборную Украины. Так, в 1993 году в беге на 10 000 метров был седьмым на Кубке Европы в Риме, занял 23-е место на Берлинском марафоне (2:19:26).
В 1994 году показал шестой результат на Венском марафоне (2:14:27) и 11-й результат на Берлинском марафоне (2:13:21).
В 1995 году участвовал в чемпионате мира по кроссу в Дареме, был восьмым на Венском марафоне (2:18:31), одержал победу на Эйндховенском марафоне (2:16:40).
В 1996 году финишировал вторым на марафоне в Вене (2:13:55). Выполнив олимпийский квалификационный норматив, удостоился права защищать честь страны на летних Олимпийских играх в Атланте — в программе марафона показал результат 2:20:37, расположившись в итоговом протоколе соревнований на 43-й строке. Также в этом сезоне вновь пробежал марафон в Эйндховене, где с результатом 2:14:27	на сей раз стал седьмым.
В 1997 году занял третье место на Вестландском марафоне (2:13:48), пятое место на Эйндховенском марафоне (2:13:20) и на Палермском марафоне (2:17:44), тогда как в Вене пришёл к финишу третьим и установил свой личный рекорд — 2:13:10.
В 1998 году был девятым на Гамбургском марафоне (2:15:31), третьим на Регенсбургском марафоне (2:19:27), закрыл двадцатку сильнейших Франкфуртского марафона (2:21:05).
В 2000 году занял 29-е место на Римском марафоне (2:23:17) и четвёртое место на Люблянском марафоне (2:17:34).
В 2001 году показал второй результат на Марафоне трёх сердец в Раденцы (2:25:14).
Завершил карьеру профессионального спортсмена по окончании сезона 2003 года.
Впоследствии проявил себя на тренерском поприще, работал в Специализированной детско-юношеской спортивной школе олимпийского резерва по лёгкой атлетике в Виннице.